# 神戸医療産業都市
神戸医療産業都市（こうべいりょうさんぎょうとし、KBIC : KOBE Biomedical Innovation Cluster）は、神戸市のポートアイランドを中心とした先端医療技術の国際的な研究開発拠点。研究機関・病院・医療関連企業などが集積する、日本最大のバイオメディカルクラスター（BMC、生命工学医療都市）である。

## 概要
1995年（平成7年）に発生した阪神・淡路大震災で大きな被害を受けた神戸を立て直すため、1998年（平成10年）に「神戸医療産業都市構想」として推進母体が発足。市民福祉の向上や神戸経済の活性化、国際社会への貢献を目的にスタートした。産学官連携により、21世紀の成長産業である医療関連産業を集積し、基礎研究から臨床応用、産業化までの一体的な仕組みづくりを図る。2001年には国から都市再生プロジェクトに、2002年には知的クラスター創成事業に選定、2003年には構造改革特別区域である先端医療産業特区に認定されている。2006年（平成18年）の神戸空港開港に伴い企業集積がさらに加速し、2016年（平成28年）4月末時点で市予測を上回る316社、同年7月末時点で322社の医療関連企業・団体が進出し、国内最大の医療産業クラスターとして成長している。
神戸新交通ポートアイランド線（ポートライナー）の医療センター駅・計算科学センター駅を中心に施設が点在し、再生医療、細胞培養、バイオメディカル、トランスレーショナルリサーチ、医薬品の開発及び臨床研究、医療・健康機器開発、医療ファンドによる企業化研究、医療関連の人材育成、生命倫理の研究など、先端医療に関して様々な研究や取り組みが行われている。周辺には「神戸コンベンションコンプレックス」や「神戸ファッションタウン」が位置し、イベント・シンポジウムの開催や、医療ウェアの共同開発など多様に連携がとられている。また、神戸複合産業団地からも近く国際物流の拠点となる神戸港直近に位置することや、ポートライナーで神戸中心部の三宮から12分、神戸空港から4分でアクセスできる「日本一都心・空港に近い」立地の良さが注目されている。
ポートアイランド内には、厚生労働省が発表する「全国救命救急センター評価」において2年連続で第1位となった「神戸市立医療センター中央市民病院」や、世界初のiPS細胞を用いる網膜細胞シートの移植手術を行った「先端医療センター病院」など日本最先端の医療技術を提供する施設が多く立地し、その医療技術を活用すべく多くの製造工場や研究開発施設が進出する。2007年（平成19年）には神戸学院大学や兵庫医療大学などの医療系学部を持つ大学が開設され始め、「大学都市KOBE」の一端を担う学園都市としての成長も著しい。また、理化学研究所が主体となり国家プロジェクトとして文部科学省が推進する世界最速の次世代スーパーコンピュータの建設地に決定し、2012年（平成24年）にスーパーコンピュータ「京」が完成、供用を開始した。2014年（平成26年）には「京」よりさらに100倍高速なエクサスケールスーパーコンピュータの建設地にも決定、シミュレーション分野でも多くの活用が期待されている。

## 主な施設
「メディカル・クラスター」「バイオ・クラスター」「シミュレーション・クラスター」の3つから形成される。

### メディカル・クラスター
高度専門医療機関が集積・連携し、市民への高度な医療サービスの提供や事業者等の新たな事業機会の創出、国際貢献を行う。医療センター駅周辺のほか、南公園駅周辺にも広がっている。
- 神戸市立医療センター中央市民病院
- 神戸アイセンター病院
- 兵庫県立こども病院
  - ドナルド・マクドナルド・ハウス神戸ハウス
- 先端医療センター病院
  - 神戸医療産業都市推進機構
- 西記念ポートアイランドリハビリテーション病院
- 神戸低侵襲がん医療センター (KMCC)
- チャイルド・ケモ・ハウス
- 伊藤忠メディカルプラザ (IMP)
- 神戸大学医学部附属国際がん医療・研究センター
- 兵庫県立粒子線医療センター附属神戸陽子線センター

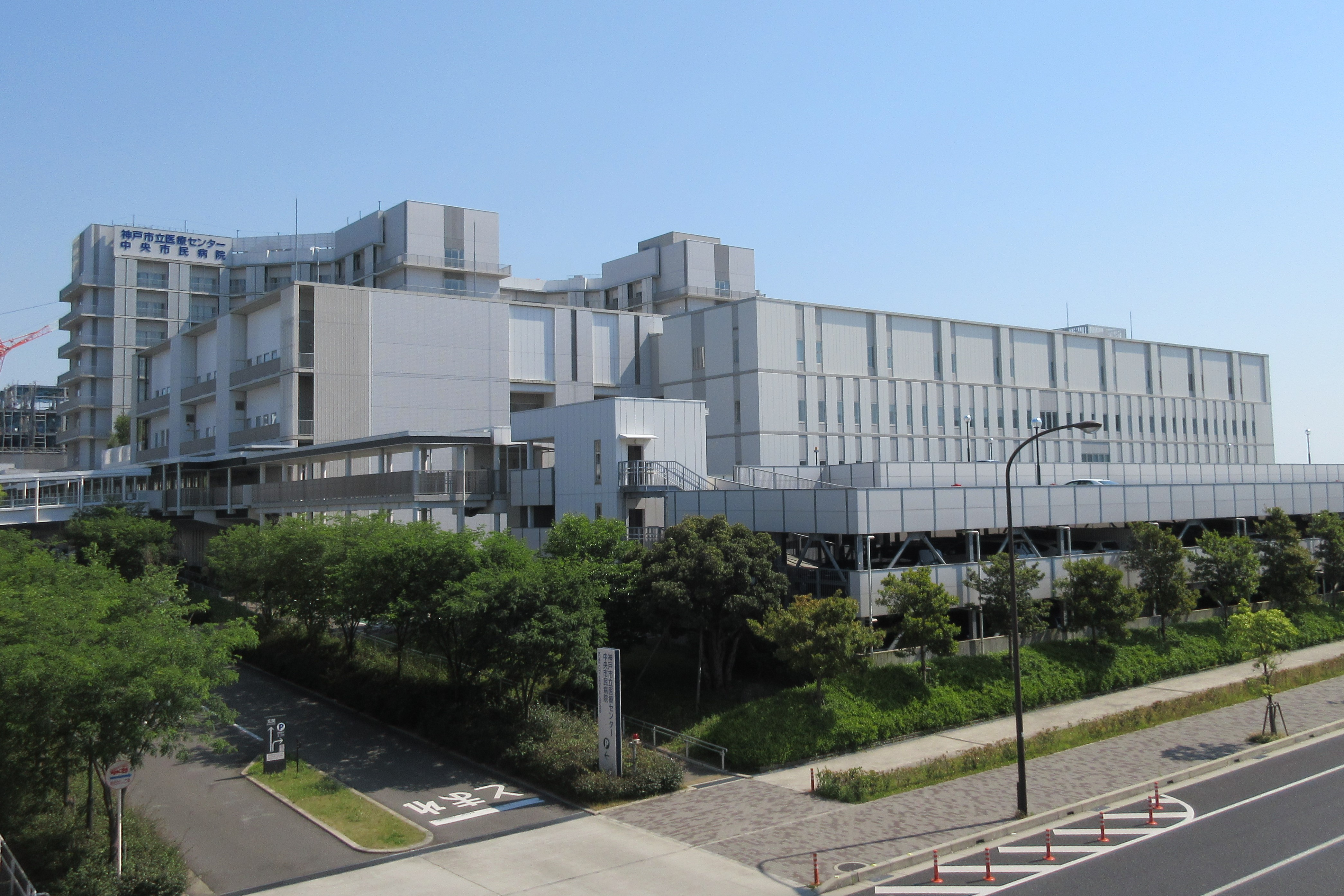
神戸市立医療センター中央市民病院
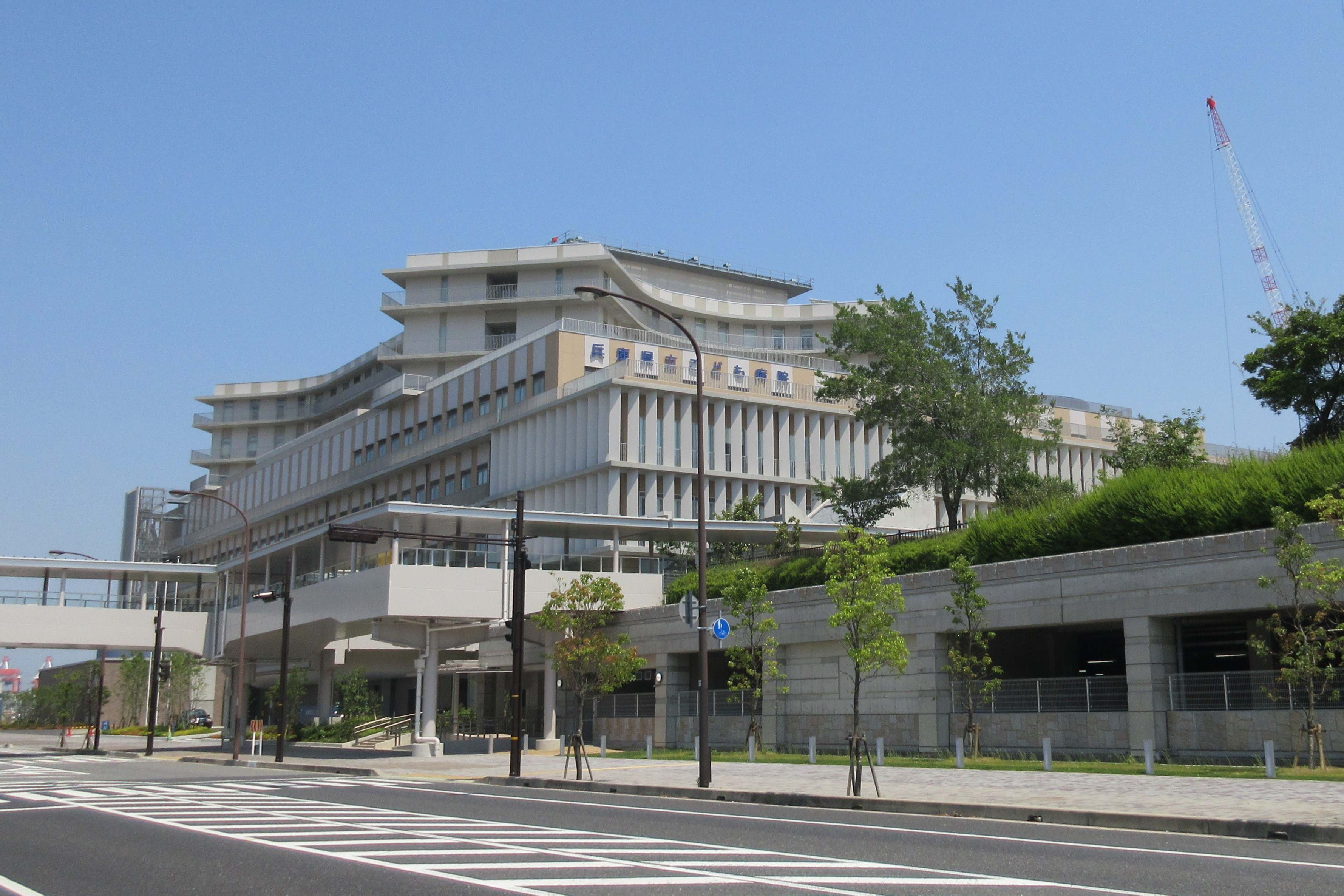
兵庫県立こども病院
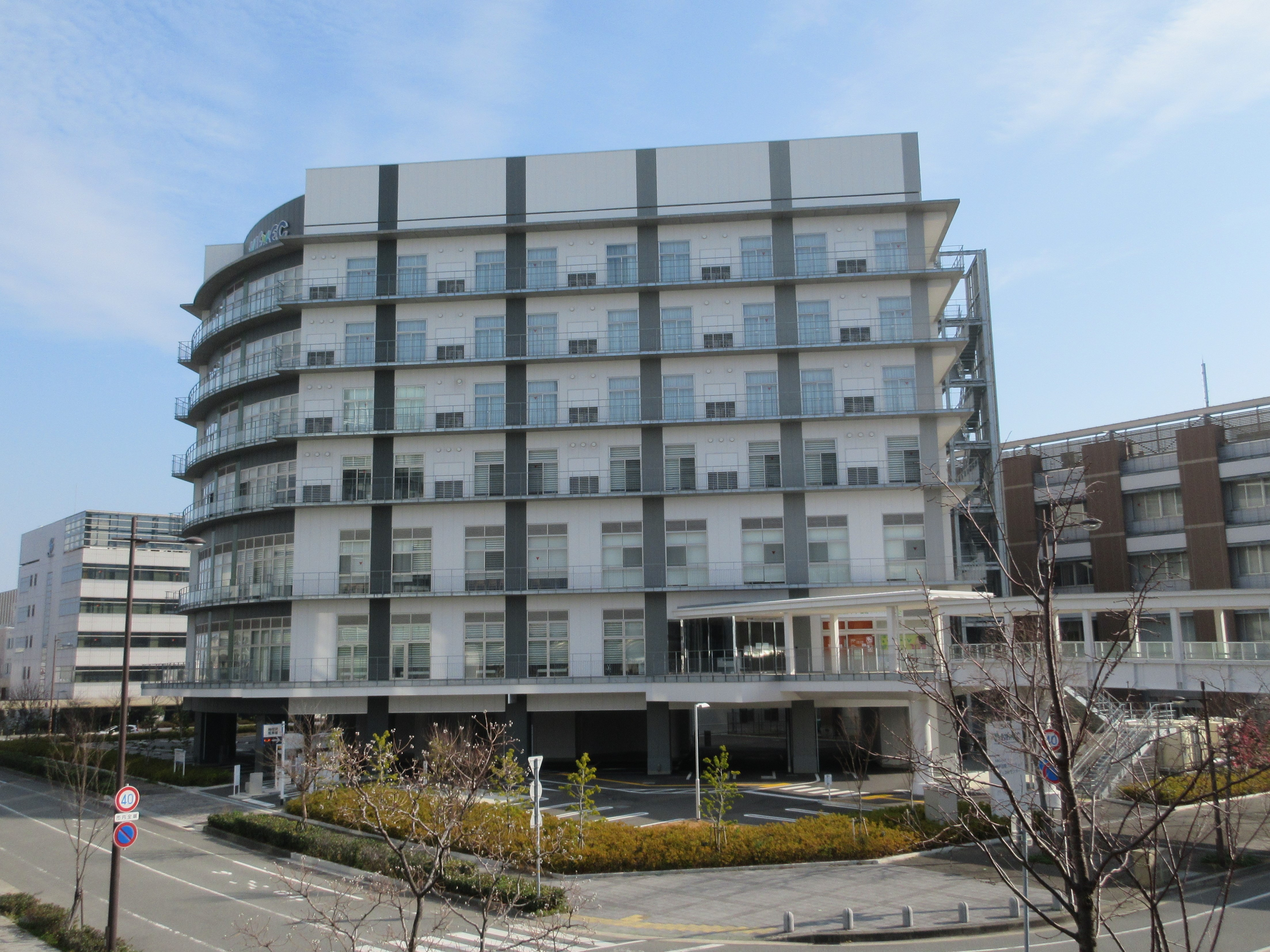
神戸大学医学部附属国際がん医療・研究センター
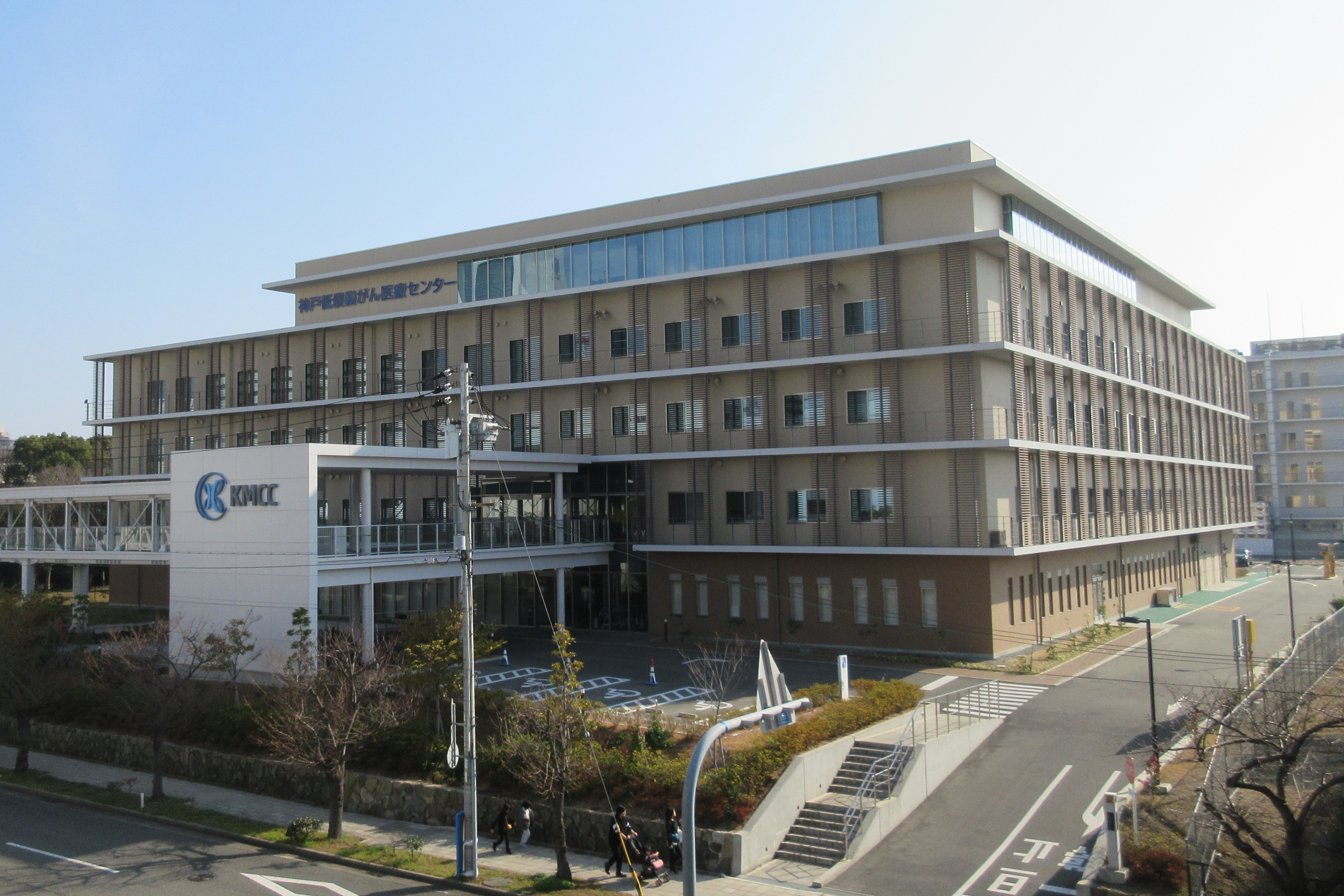
神戸低侵襲がん医療センター

### バイオ・クラスター
再生医療の実用化や超高齢化に対応する先制医療に取り組み、基礎研究から臨床への橋渡しを担っている。医療センター駅周辺に集積する。
- 理化学研究所
  - 多細胞システム形成研究センター (CDB)
  - ライフサイエンス技術基盤研究センター (CLST)
  - 分子イメージング科学研究センター (CMIS)
  - 融合連携イノベーション推進棟 (IIB)
- 神戸医療産業都市推進機構（旧・先端医療振興財団）
  - 先端医療研究センター (IBRI)
- 日本麻酔科学会本部
- 神戸大学先端融合研究環 統合研究拠点
  - 計算科学教育センター
  - アネックス棟
- 神戸大学大学院
  - 神戸バイオテクノロジー研究・人材育成センター (BTセンター)
  - 神戸大学インキュベーションセンター
- 甲南大学 先端生命工学研究所 (FIBER)

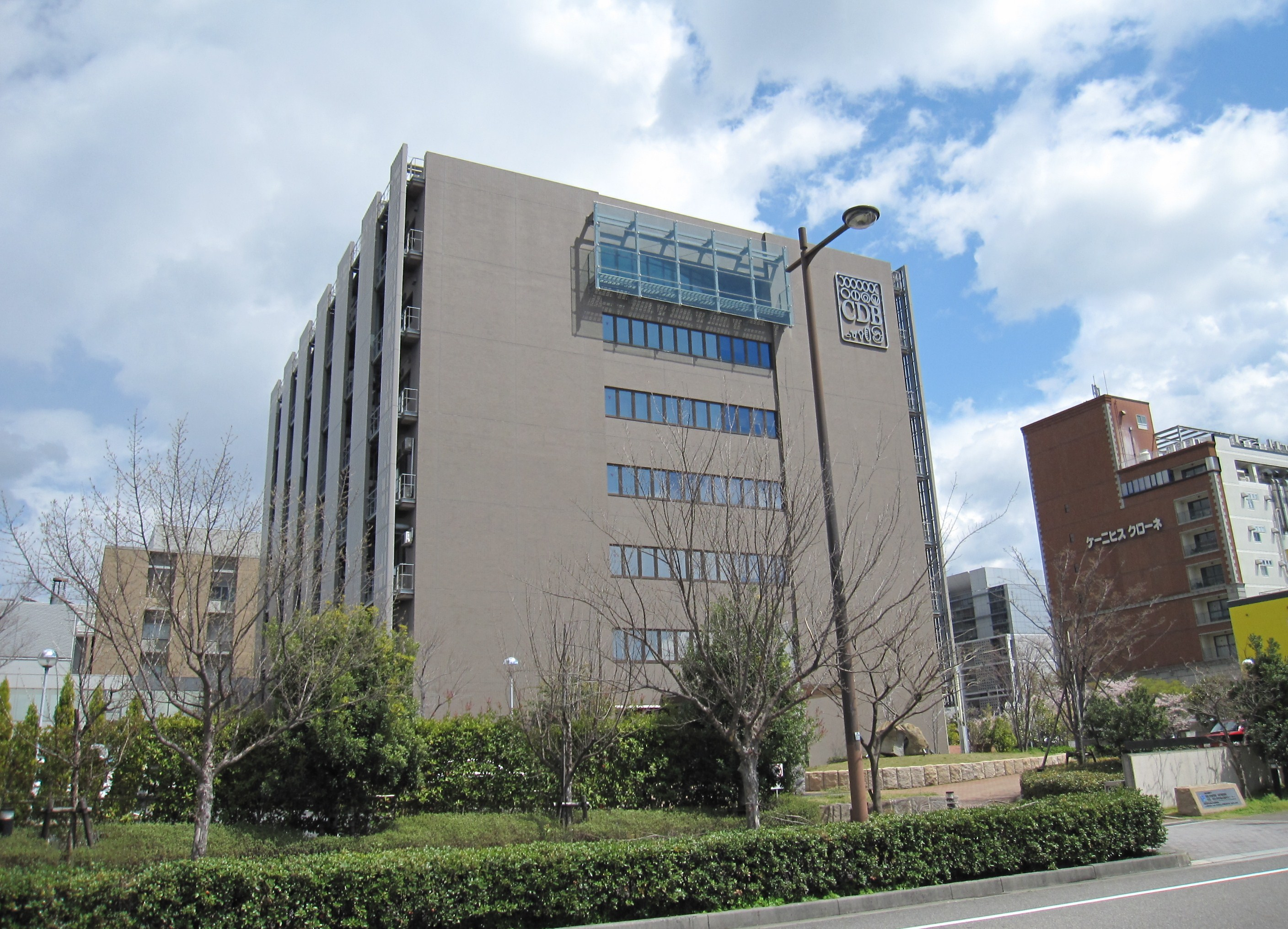
多細胞システム形成研究センター
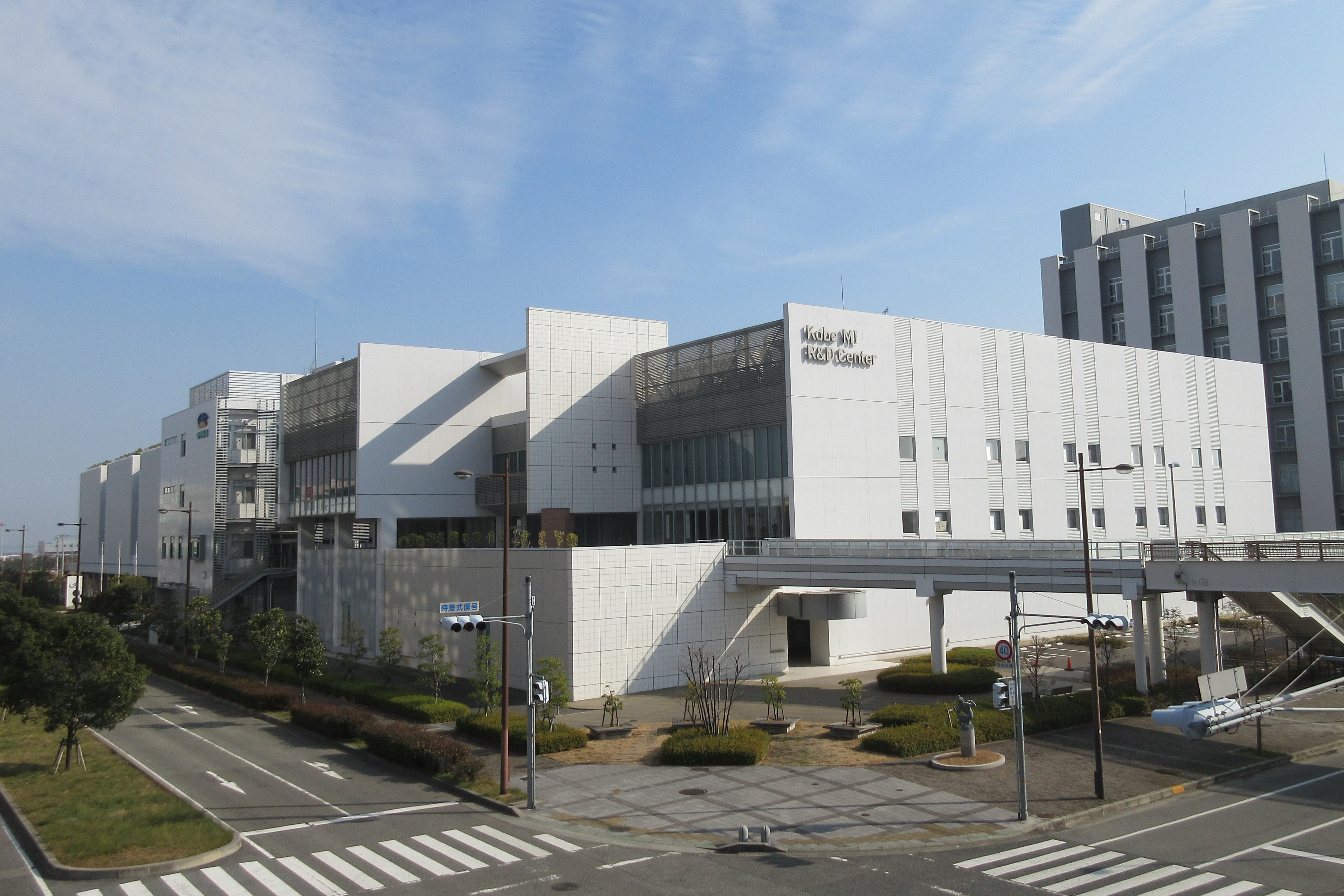
神戸MI R&Dセンター
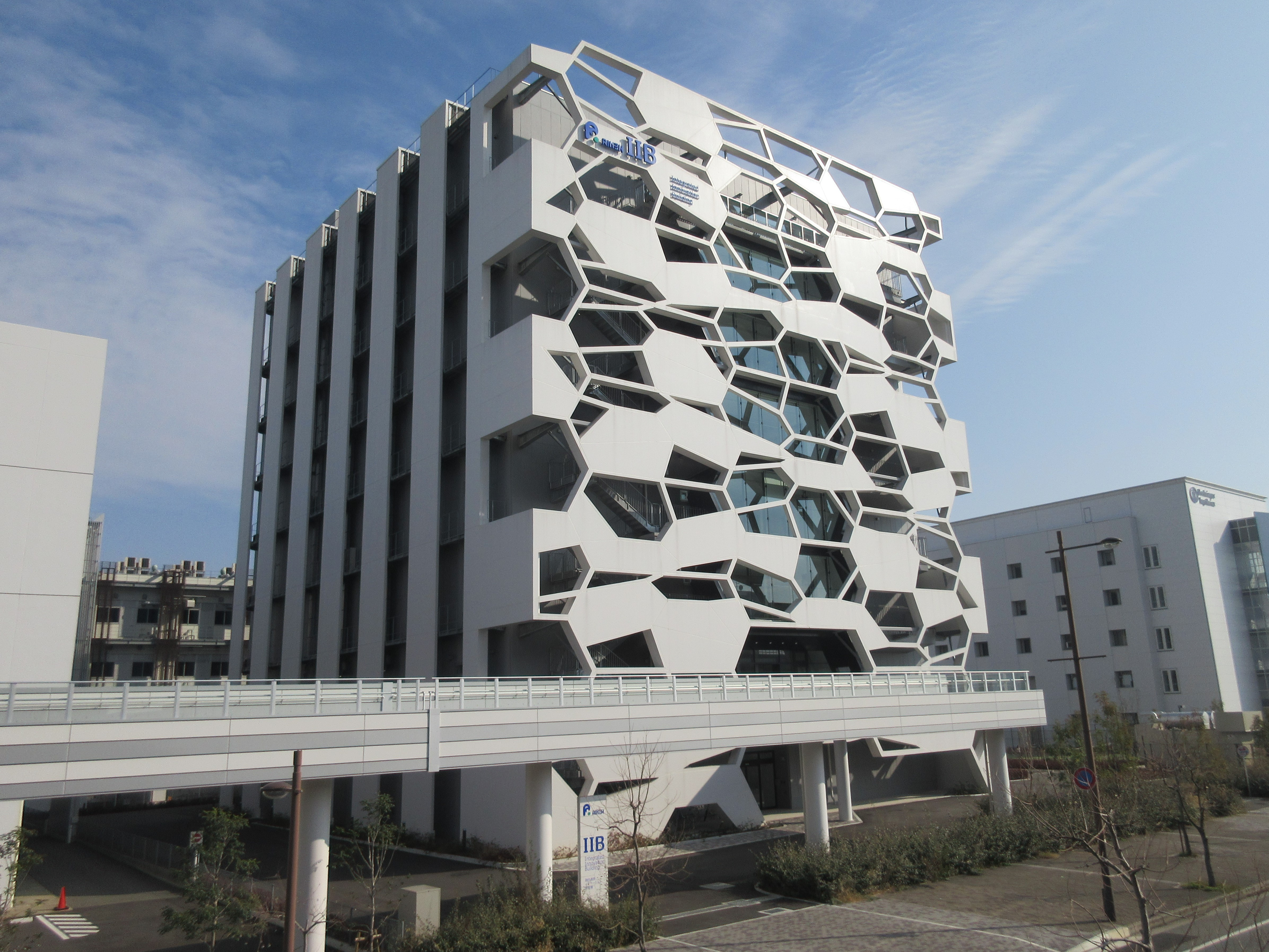
融合連携イノベーション推進棟

### シミュレーション・クラスター
計算科学分野の研究機関、企業等が集積し、世界最先端のシミュレーション技術を創出する。計算科学センター駅周辺のほか佐用郡佐用町にも集積する。
- 理化学研究所 計算科学研究センター(R-CCS)
  - スーパーコンピュータ「富岳」
  - スーパーコンピュータ「京」（2019年に共用終了）
- 高度計算科学研究支援センター
  - 産業界専用スーパーコンピュータ「FOCUS」
- 理化学研究所 放射光科学総合研究センター（佐用郡佐用町）
  - 大型放射光施設「SPring-8」
  - X線自由電子レーザー施設「SACLA」

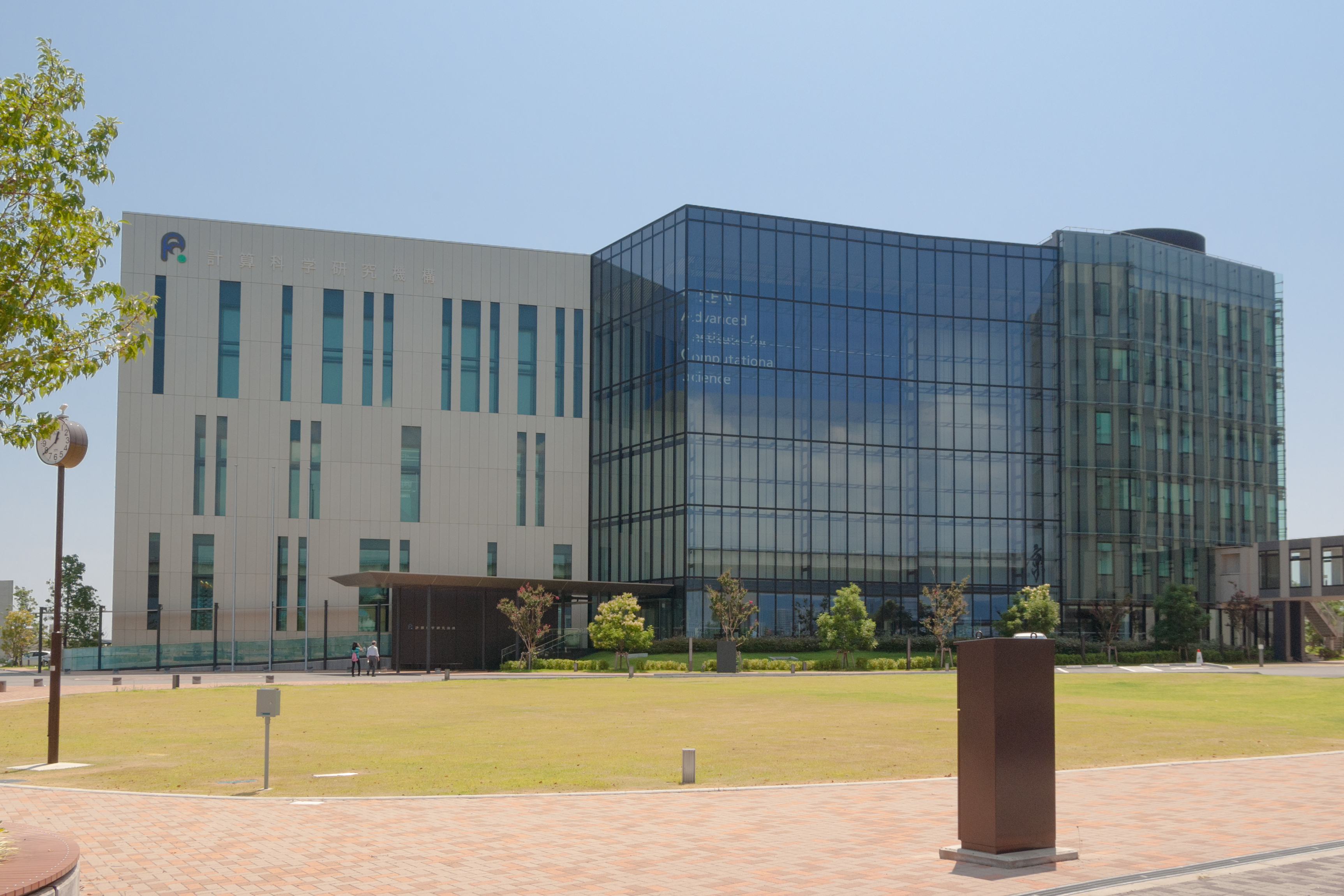
計算科学研究機構
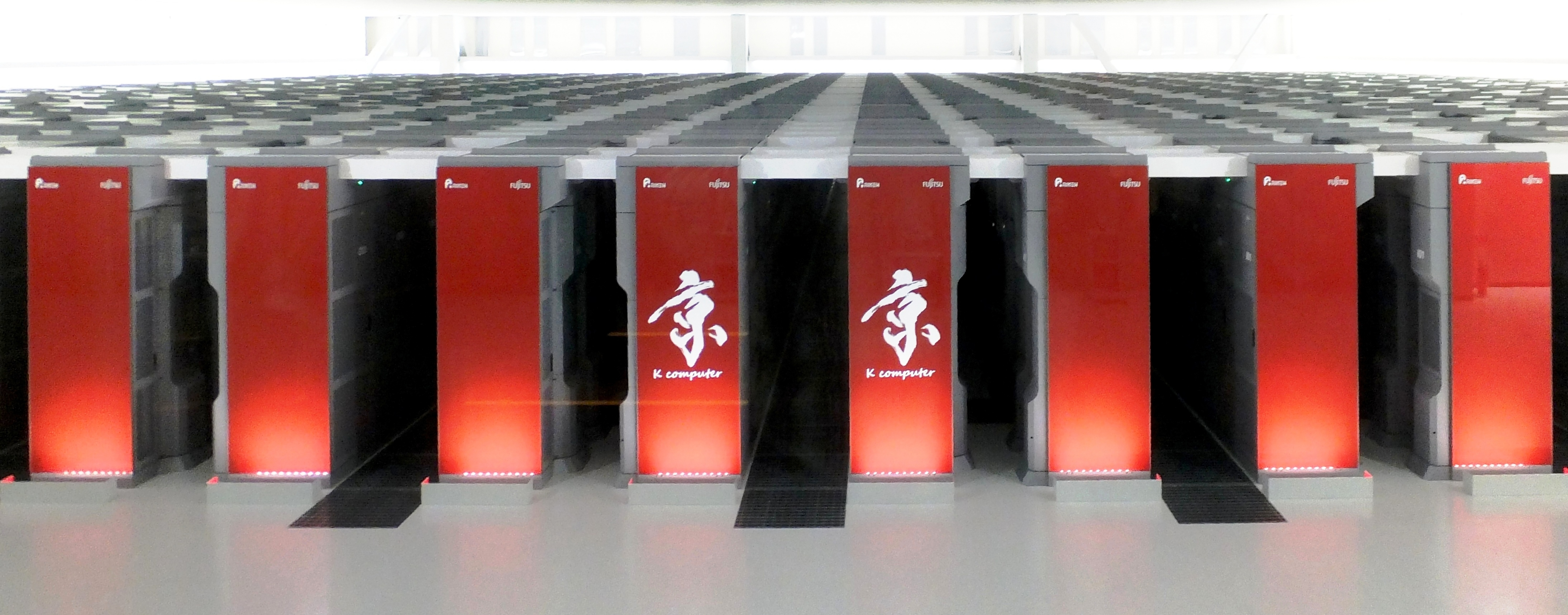
スーパーコンピュータ「京」（〜2019年）
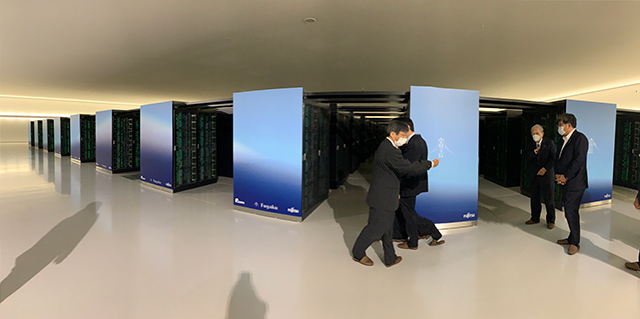
スーパーコンピュータ「富嶽」
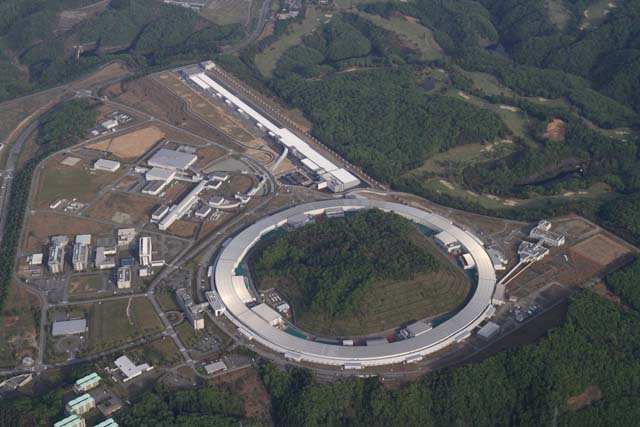
大型放射光施設「SPring-8」

### レンタルラボ・インキュベーション施設
再生医療の実用化や創薬ベンチャーなどの研究開発企業の進出ニーズを満たすために構想開始以来より設置を推進。ポートアイランド内に広く点在し、さらなる整備が進められている。
- 神戸バイオメディカル創造センター (BMA)
- 神戸国際ビジネスセンター (KIBC)
- 神戸健康産業開発センター (HI-DEC)
- 神戸医療機器開発センター (MEDDEC)
- 神戸臨床研究情報センター (TRI)
- 神戸ハイブリッドビジネスセンター (KHBC)
- 国際医療開発センター (IMDA)
- 神戸キメックセンタービル (KIMEC)
- ポートアイランドビル
- 神戸インベキューションオフィス (KIO)
- 市民病院前ビル
- 神戸医療イノベーションセンター (KCMI)

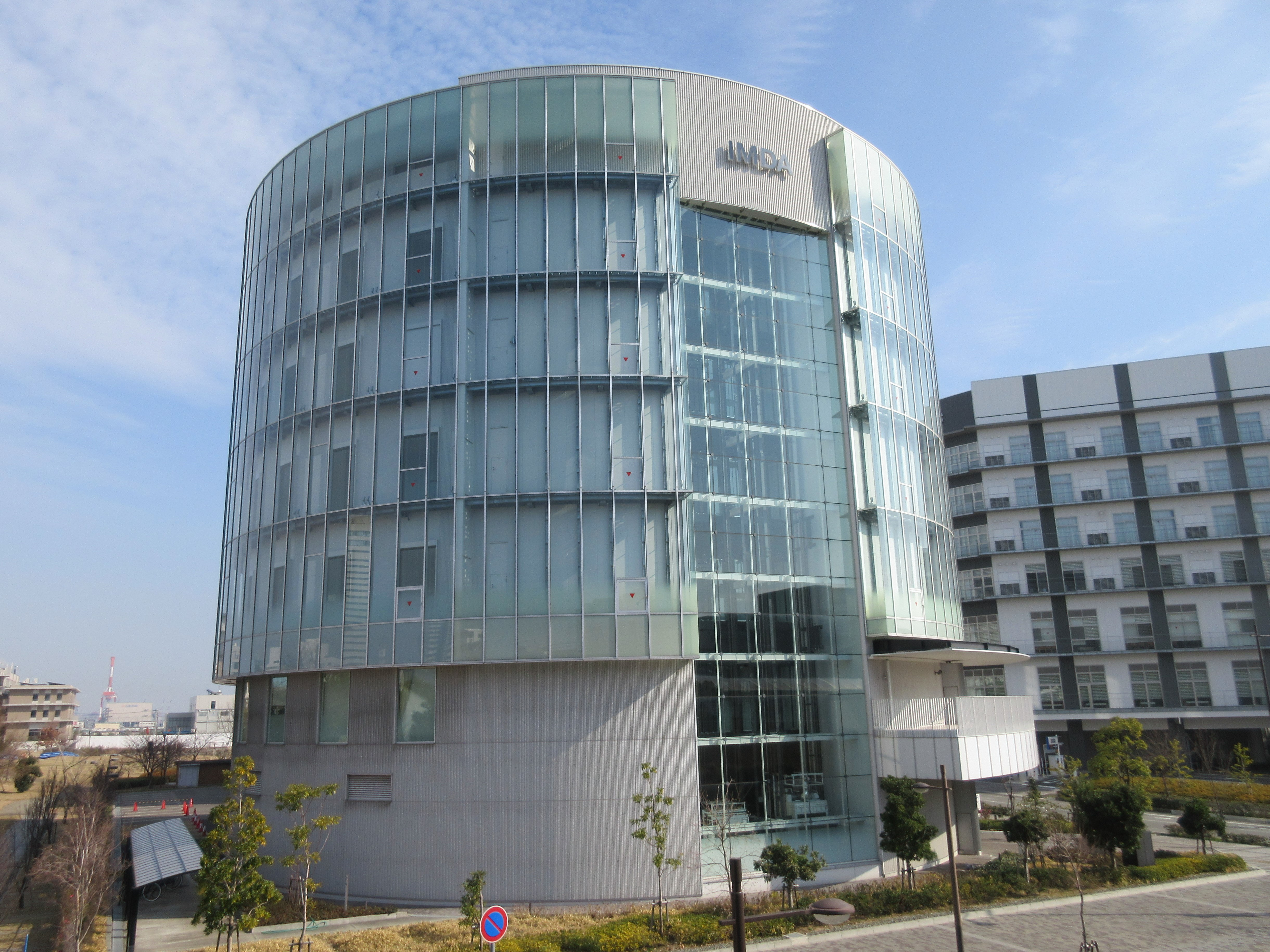
国際医療開発センター
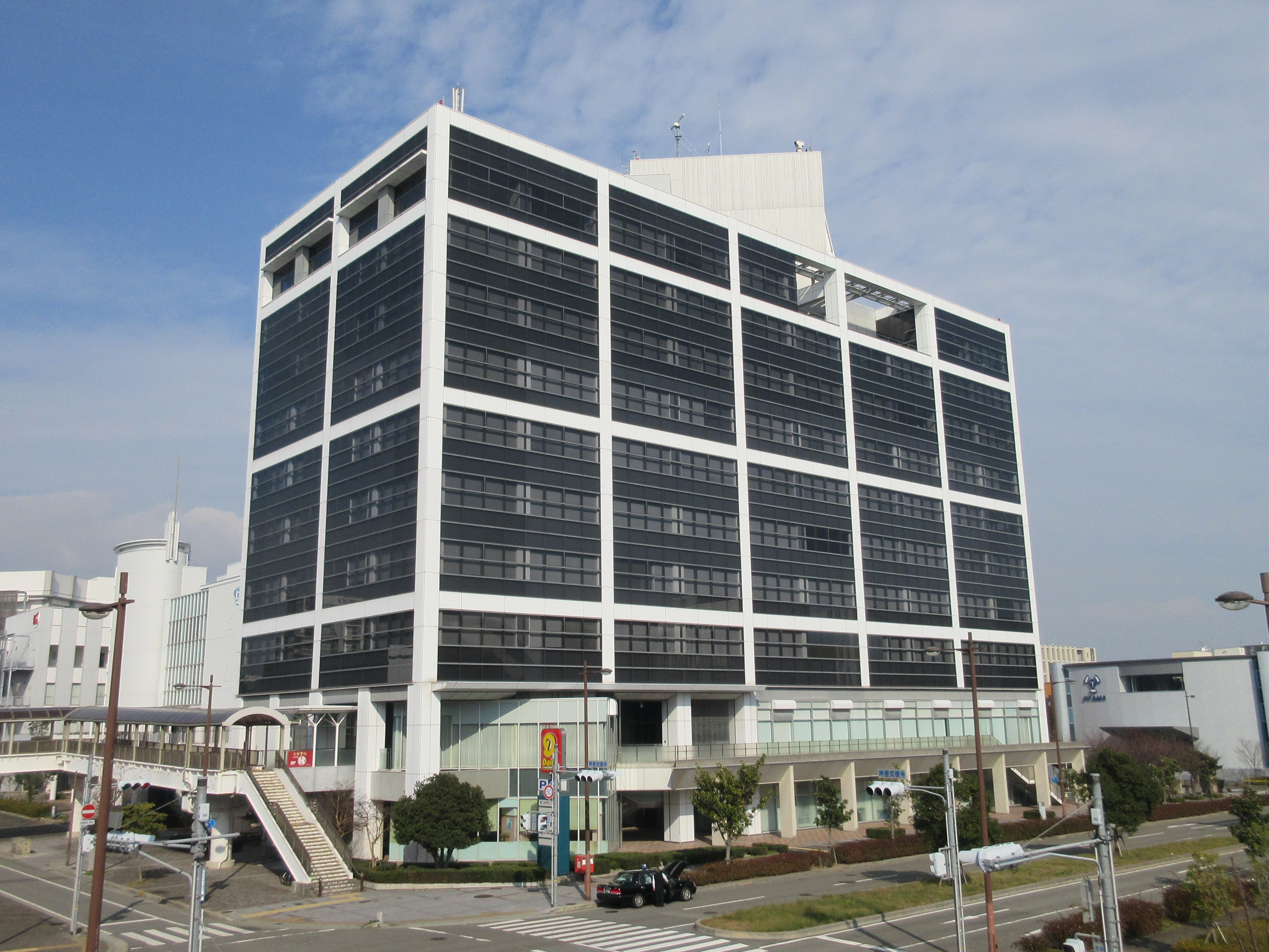
神戸キメックセンタービル
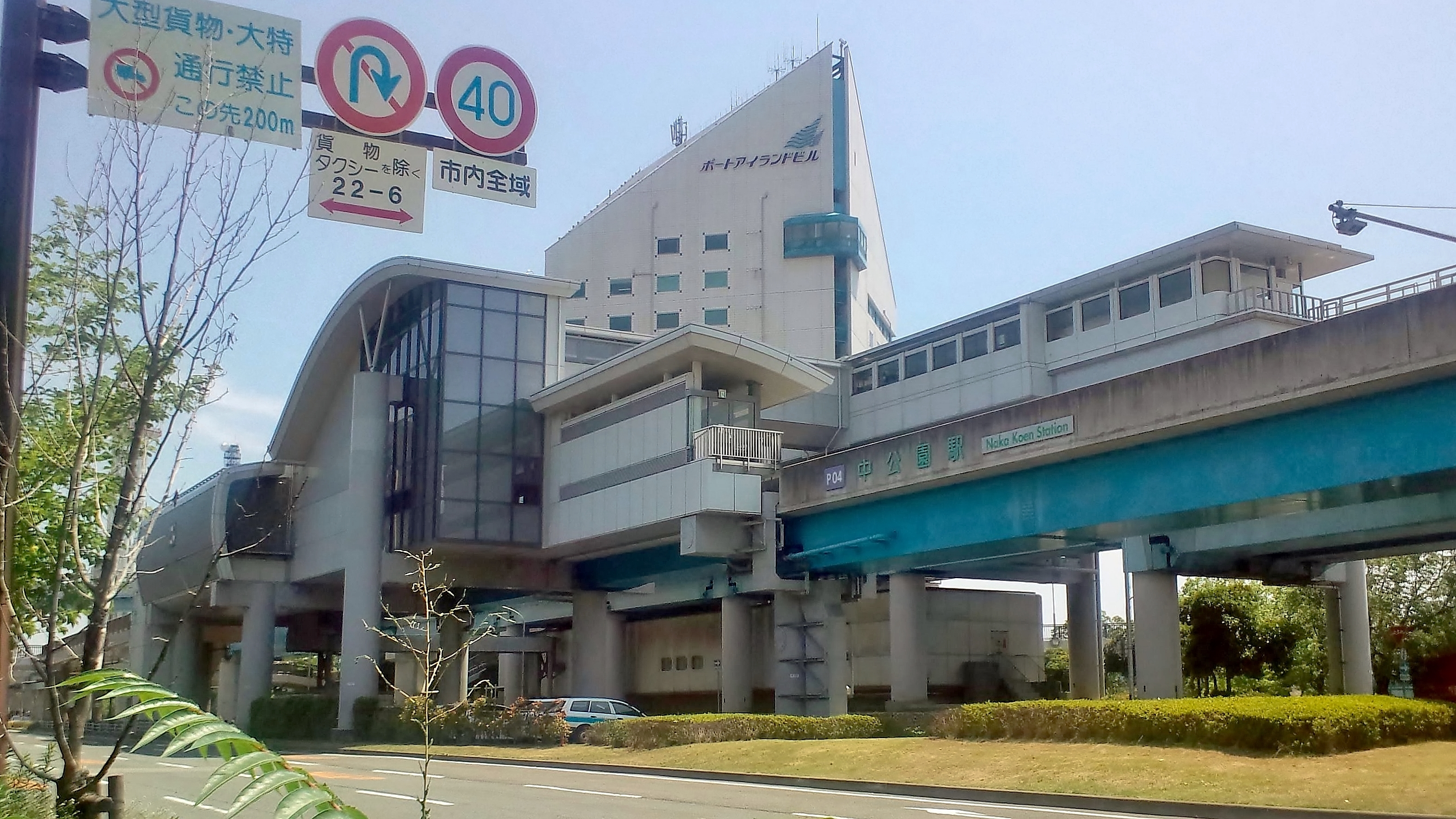
ポートアイランドビル

### アカデミックゾーン
医療技術や計算科学技術機関と連携し、高度な研究が行われている。計算科学センター駅周辺のほか、みなとじま駅周辺のキャンパスエリアにも多く集積する。
- 神戸大学先端融合研究環
- 甲南大学ポートアイランドキャンパス
- 兵庫県立大学大学院
- 神戸学院大学
- 兵庫医療大学

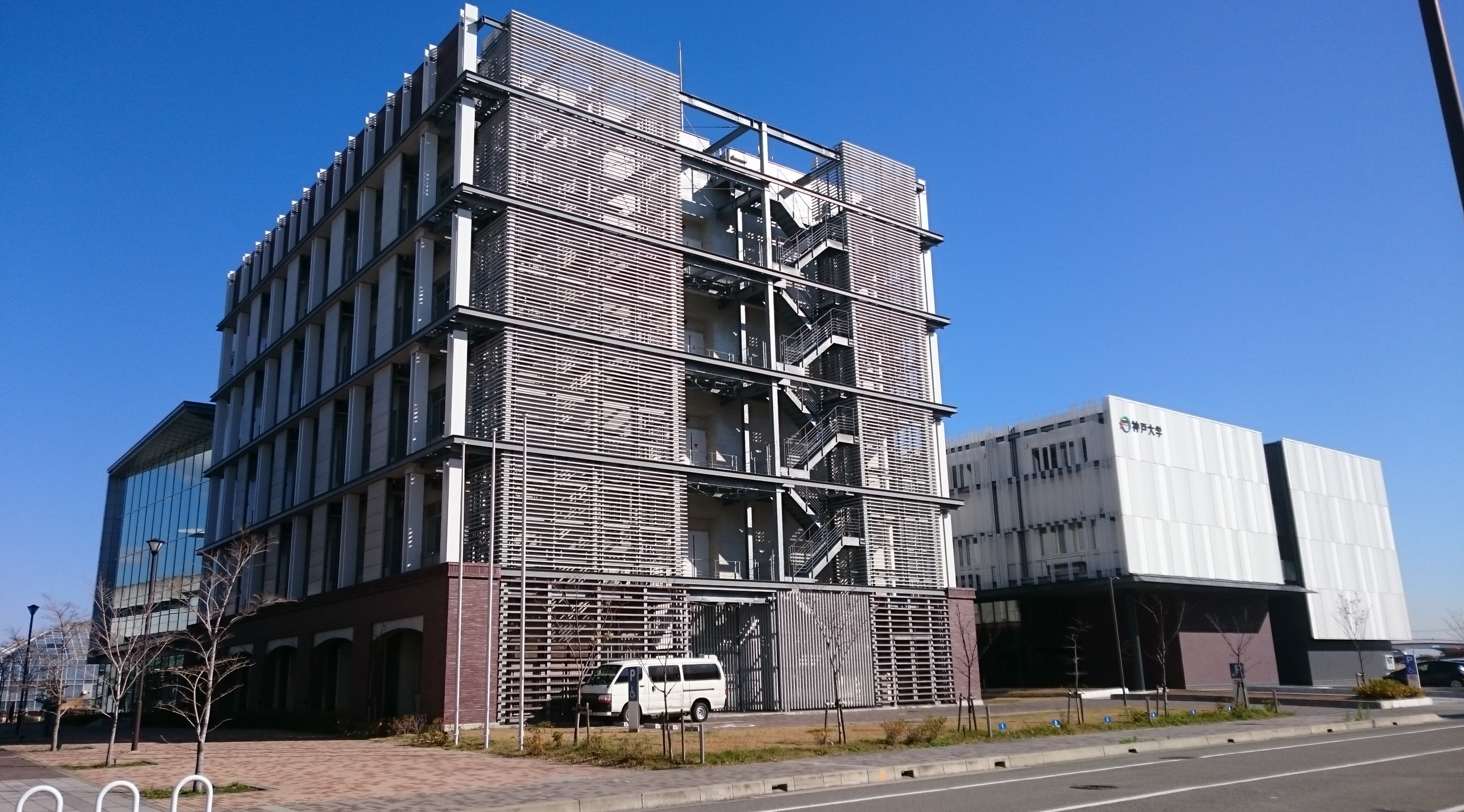
神戸大学統合研究拠点
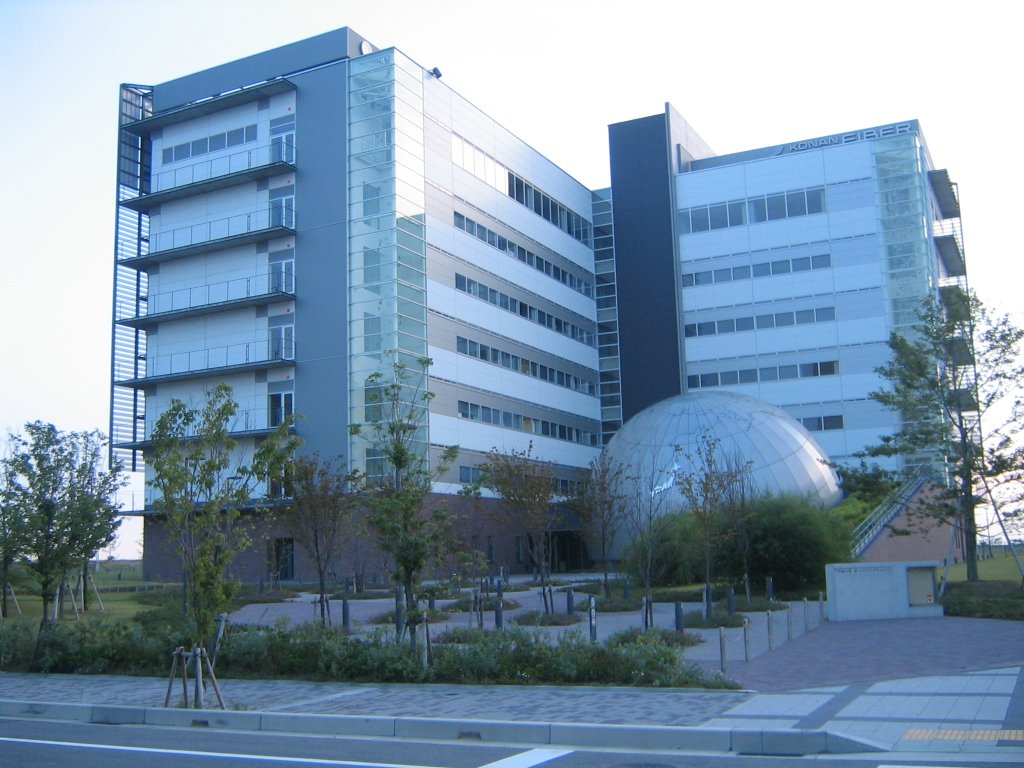
甲南大学ポートアイランドキャンパス
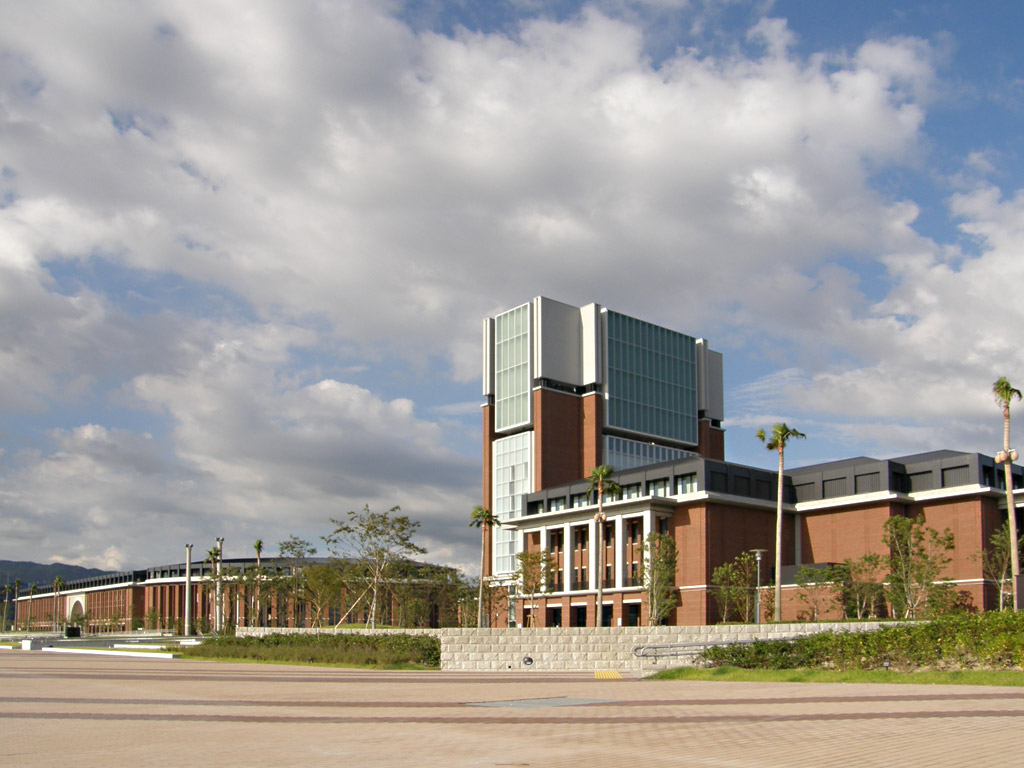
神戸学院大学
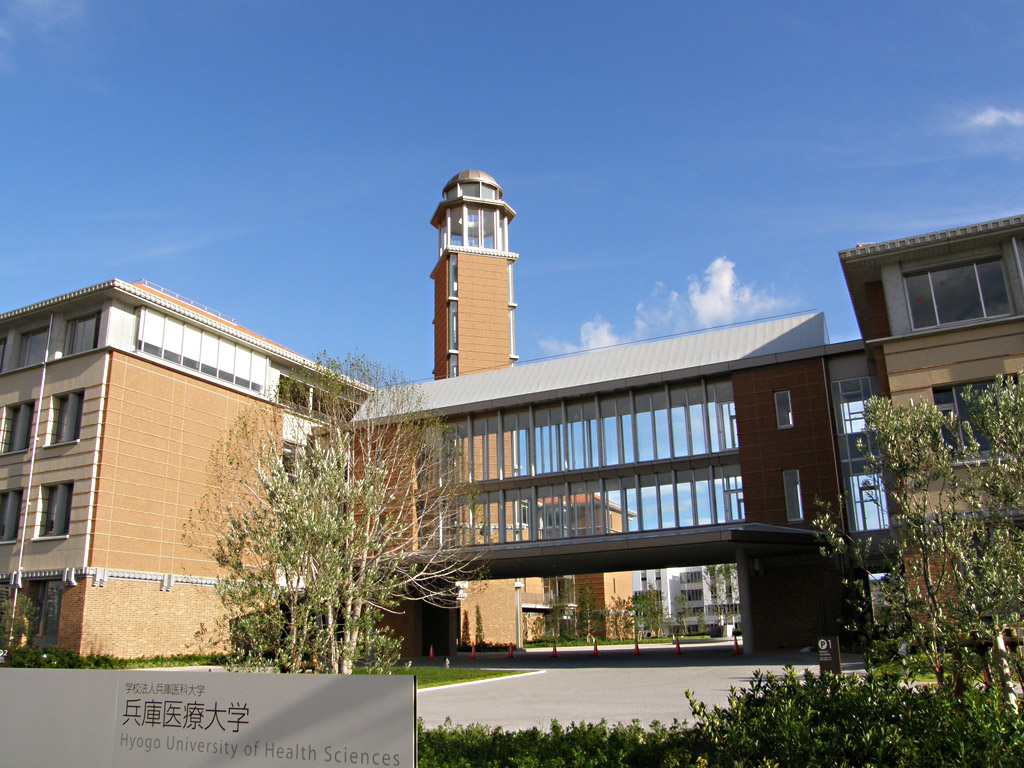
兵庫医療大学

このほか、医療関係企業の本社や製造工場など多くの施設が集積している。

## 歴史
- 1994年（平成6年）
  - 6月：「神戸国際マルチメディア文化都市構想 (KIMEC)」が策定される。
- 1998年（平成10年）
  - 10月：「神戸医療産業都市構想懇談会」設置。
- 1999年（平成11年）
  - 3月：KIMEC構想を具体化する「神戸国際マルチメディア文化都市構想 (KIMEC 2010計画)」が策定される[7]。
  - 8月2日：第1回「神戸医療産業都市構想研究会」開催。
- 2000年（平成12年）
  - 3月：財団法人先端医療振興財団（現・神戸医療産業都市推進機構）設立。
  - 7月：「先端医療センター(IBRI)」着工。
  - 10月：「先端医療センター(IBRI)」、中央市民病院6階に診療所を開設、治験事業開始。
- 2001年（平成13年）
  - 4月：先端医療センター、医療機器棟を開設。
- 2002年（平成14年）
  - 1月：先端医療センター、PET診断サービス事業を開始。
  - 6月1日：キャンパスエリア周辺が「都市再生緊急整備地域」に指定される。
- 2003年（平成15年）
  - 3月：理化学研究所 開所。
  - 3月24日：先端医療センター、全面開業。
  - 6月30日：「神戸臨床研究情報センター(TRI)」開所。
- 2004年（平成16年）
  - 3月：「神戸バイオテクノロジー研究・人材育成センター(BTセンター）」「神戸大学インキュベーションセンター」開所。
  - 6月：「神戸バイオメディカル創造センター(BMA)」開所。
- 2005年（平成17年）
  - ポートアイランド進出医療関連企業 79社。
- 2006年（平成18年）
  - 1月：理化学研究所「分子イメージング研究開発拠点(MIRP)」開業。
  - 2月：「神戸医療機器開発センター(MEDDEC)」開所式。
  - 2月2日：神戸新交通ポートアイランド線延伸開業。「先端医療センター前駅（現：医療センター駅）」「ポートアイランド南駅（現：計算科学センター駅）」開業。
  - 11月：ポートアイランド進出医療関連企業 100社達成。
- 2007年（平成19年）
  - 3月28日：次世代スーパーコンピュータ施設立地に決定[8]。
- 2010年（平成22年）
  - 6月：「神戸ハイブリッドビジネスセンター(KHBC)」着工。
  - 10月1日：計算科学研究機構設立式典の開催。
- 2011年（平成23年）
  - 2月：ポートアイランド進出医療関連企業 200社達成。
  - 7月4日：「神戸市立医療センター中央市民病院」移転開院[9]。
- 2012年（平成24年）
  - 9月28日：理科学研究所計算科学研究機構 次世代スーパーコンピュータ「京」本格供用開始。
- 2013年（平成25年）
  - 7月：世界初のiPS臨床研究実施決定。
- 2014年（平成26年）
  - 3月28日：富岳施設立地に決定[10]。
  - 5月1日：「国家戦略特別区域」に指定[11]。
  - 9月12日：世界初のiPS細胞を用いた網膜細胞シートの移植手術の実施[5][6]。
- 2015年（平成27年）
  - 7月16日：ポートアイランド進出医療関連企業 300社達成[12]。
  - 11月27日：「関西イノベーション国際戦略総合特区」認定[13]。
- 2016年（平成28年）
  - 3月16日：理化学研究所の一部機能を埼玉県和光市から移転し関西拠点を設置することが明らかとなる（2016年度内拠点完成）[14]。
  - 5月1日：「兵庫県立こども病院」が須磨区から移転開院。院内に「ドナルド・マクドナルド・ハウス神戸ハウス」開院[15]。
  - 9月11日・12日：「G7神戸保健大臣会合」開催[16]。
- 2017年（平成29年）
  - 4月1日：「神戸医療イノベーションセンター(KCMI)」開設 [17]。
  - 4月2日：「神戸大学医学部附属国際がん医療・研究センター」開院式[18]。
  - 12月1日：「神戸市立神戸アイセンター」[19]、小児癌に重点を置いた「兵庫県立粒子線医療センター附属神戸陽子線センター」[20]開設。

## 神戸医療産業都市推進機構
神戸医療産業都市を推進するための支援機関として、2000年（平成12年）3月に神戸市と兵庫県が出資する公益財団法人先端医療振興財団が設立され、2018年（平成30年）4月に公益財団法人神戸医療産業都市推進機構に発展改組した。

## 主な進出企業
- アシックス[22]
- 一般財団法人アジア頭皮健康研究センター[23]
- 一般社団法人ライフロングウォーキング推進機構[24]
- 一般社団法人日中化粧品国際交流協会[25]
- 一般社団法人日本福祉用具評価センター[26]
- 一般社団法人日本血液製剤機構[27]
- エーザイ[28]
- オー・アンド・アール[29](美研創新と中国化粧品大手5社の一角[30]珀莱雅化妆品股份有限公司(Proya)が共同設立[31])
- 大塚製薬[32]
- 公益社団法人日本麻酔科学会[33]
- 神戸市立医療センター中央市民病院[34]
- 国立研究開発法人理化学研究所[35]
- 徳島大学[36]
- ナブテスコ[37]
- 日本調剤[38]
- バイエル薬品[39]
- 兵庫医科大学[40]
- フジッコ[41]
- ベーリンガーインゲルハイム[42]
- 三菱倉庫[43]
- 三菱ガス化学[44]
- 村田製作所[45]
- Meiji Seika ファルマ[46]
- RACTHERA(ラクセラ)[47]